# Ceratophaga infuscatella
Ceratophaga infuscatella is een vlinder uit de familie echte motten (Tineidae). De wetenschappelijke naam van deze soort is voor het eerst geldig gepubliceerd in 1897 door de Joannis.
De soort komt voor in tropisch Afrika.